# Escut d'Oristà
L'escut oficial d'Oristà té el següent blasonament:
Escut caironat: d'atzur, un sautor (o creu de Sant Andreu) ple d'argent i un castell de gules tancat d'or sobremuntat d'una flor de lís d'argent ressaltant sobre el tot. Per timbre una corona mural de poble.

## Història
Va ser aprovat l'1 de juny de 1983 i publicat al DOGC el 6 de juliol del mateix any amb el número 342.
S'hi representa el castell d'Oristà (avui dia desaparegut) i un sautor o creu de Sant Andreu, el patró del poble. La flor de lis és l'atribut de la Mare de Déu, la patrona de la Torre d'Oristà, un poble prop de l'altre castell del municipi, el de Tornamira.